# Sandra Holm
Sandra Margaretha Holm, född 1943, död 1987, var en svensk-dansk författare.

## Biografi
Holm föddes 1943 i Ersnäs utanför Luleå i ett småbrukarhem. Hennes läsiver bejakades av bibliotek och uppmuntrande lärare och bidrog till fortsatta studier på läroverket i Luleå. Hon träffade där författaren och dramatikern Sven Holm som tjänstgjorde som gästlärare vid skolan. De gifte sig och flyttade till Danmark 1964. Den första boken, "Barnsliga slagsmål" (1969) skrevs på svenska, men utgavs samtidigt på danska översatt av maken.
Holm tillägnade sig fulländat det danska språket, och skrev sina följande böcker på danska. Hon uttryckte själv att "Danskt talspråk är dynamiskt och svarar mot mitt temperament".
Sven Holm var betydelsefull för Sandra Holms tidiga karriär, då han kunde överbrygga språkhinder och hade goda kontakter inom kulturlivet i Danmark. Sandra Holm kom dock att frigöra sig både socialt och intellektuellt, och de skiljde sig 1972.
Holm drabbades 1981 av cancer, som dämpades med olika behandlingar men som ledde till hennes död 44 år gammal 1987.

### Barnsliga slagsmål
Boken "Barnsliga slagsmål" beskrevs 1969 i DN skildra en grym och våldsam värld med ett kontrasterande naivistiskt grepp, men med "ett fyrverkeri av surrealistiska infall" vilket enligt recensenten medförde att "det mesta av vad hon skriver är otillgängligt på ett felaktigt sätt". Andra kritiker dömde ut den som "graviditetsraseri" och "retorisk hysteri" på grund av viss svårgenomtränglighet - vilket sammankopplades med att Holm varit gravid under skrivprocessen.
Boken gavs ut i ny utgåva 2021, och beskrevs då som korta fragment med surrealistiska drag, präglat av dolt manligt våld och feminint kodade attribut och ritualer, och som "häpnadsväckande modern både till form och innehåll".

### Har jeg vaeret her før
Denna roman från 1978 är uppbyggd kring ett fiktivt samtal med den finske poeten Pentti Saarikoski, författare till dagboksromanen Brev till min hustru, en uppgörelse med ett äktenskap. I boken beskrivs ruset, orgasmen, traditionerna i konsten och vardagens banala intryck som en förutsättning för det konstnärliga arbetet. Holms bok är också en del i en frigörelseprocess, från ett misslyckat äktenskap men också från en sluten och begränsad barndomsmiljö. Boken gavs ut i nyutgåva 2020.